# Araguaína Pebas Hockey
A equipe de Hóquei sobre Patins Araguaína Pebas Hockey foi criada em 23/12/2015 na cidade de Araguaína, Tocantins, tendo como símbolo em seu escudo um tatupeba, animal bastante comum na região.

## Histórico
Desde 2017 o clube participa da Liga Brasileira de Hóquei, evento esportivo independente e autônomo, voltado para o hóquei in-line e cujo objetivo é desenvolver a modalidade no Brasil. O torneio é baseado na Liga Principal, com duas ligas de acesso, nomeadas de Conferência Sul (equipes do Sul e Sudeste) e Conferência Norte (equipes do Norte, Nordeste e Centro Oeste) e a LBHF, Liga Feminina de Hóquei Feminino.

## Conquistas

### 2017
- LBHF (Liga Brasileira de Hóquei Feminino): 3ºLugar
- Conferência Norte: 7º Lugar
- Open de Goiânia: 4º Lugar